# Campionati mondiali di slittino su pista naturale 2025 - Singolo uomini
La gara di singolo uomini dei campionati mondiali di slittino su pista naturale 2025 si è disputata il 18 e 19 gennaio 2025 presso l'impianto di Kühtai sulla lunghezza di tre manche. Hanno preso parte alla competizione 33 atleti di  nazionalità diverse. Tutti gli atleti hanno concluso le tre manche in programma. Solo i primi 26 classificati dopo la seconda manche sono stati ammessi alla discesa conclusiva.
Per la quattordicesima volta nella sua storia l'Austria ha portato a casa la medaglia d'oro nel singolo uomini grazie ad una due giorni di gare dominata dal trentacinquenne Michael Scheikl, al suo primo oro mondiale. L'austriaco ha preceduto due italiani, Daniel Gruber e Patrick Pigneter, entrambi a più di un secondo di distacco.
Michael Scheikl aveva già raggiunto il podio iridato in altre due occasioni, con un argento ed un bronzo. Per l'Italia si tratta dell'undicesimo podio mondiale consecutivo nella specialità del singolo uomini.

## Podio
| Pos.    | Atleta           | Nazione | Tempo   |
| ------- | ---------------- | ------- | ------- |
| Oro     | Michael Scheikl  | Austria | 2'48"03 |
| Argento | Daniel Gruber    | Italia  | 2'49"35 |
| Bronzo  | Patrick Pigneter | Italia  | 2'49"69 |

## Programma
| Data            | Ora (UTC+1) | Turno     |
| --------------- | ----------- | --------- |
| 18 gennaio 2025 | 10:00       | 1ª manche |
| 19 gennaio 2025 | 10:00       | 2ª manche |
| 19 gennaio 2025 | 12:00       | 3ª manche |

## Situazione pre-gara

### Campioni in carica
I campioni in carica a livello mondiale ed europeo erano:
| Campione | Atleta                  | Tempo   | Data                                  | Competizione  |
| -------- | ----------------------- | ------- | ------------------------------------- | ------------- |
| Mondiale | Alex Gruber Italia      | 2'43"98 | 12 febbraio 2023 Nova Ponente, Italia | Mondiali 2023 |
| Europeo  | Patrick Pigneter Italia | 1'46"42 | 4 febbraio 2024 Valgiovo, Italia      | Europei 2024  |

### La stagione
Prima di questa gara, le competizioni di Coppa del Mondo avevano visto i seguenti risultati:
| Data             | Località | Primo                   | Secondo               | Terzo                   |
| ---------------- | -------- | ----------------------- | --------------------- | ----------------------- |
| 21 dicembre 2024 | Obdach   | Michael Scheikl Austria | Alex Oberhofer Italia | Fabian Brunner Italia   |
| 22 dicembre 2024 | Obdach   | Michael Scheikl Austria | Alex Oberhofer Italia | Florian Clara Italia    |
| 6 gennaio 2025   | Lasa     | Florian Clara Italia    | Daniel Gruber Italia  | Michael Scheikl Austria |

## Risultati
| Pos. | Atleta                 | Nazione     | 1ª manche | 2ª manche | 3ª manche | Totale  | Distacco |
| ---- | ---------------------- | ----------- | --------- | --------- | --------- | ------- | -------- |
|      | Michael Scheikl        | Austria     | 56"01     | 55"83     | 56"19     | 2'48"03 |          |
|      | Daniel Gruber          | Italia      | 56"38     | 56"32     | 56"65     | 2'49"35 | +1"32    |
|      | Patrick Pigneter       | Italia      | 56"57     | 56"46     | 56"66     | 2'49"69 | +1"66    |
| 4    | Florian Clara          | Italia      | 56"76     | 56"13     | 56"87     | 2'49"76 | +1"73    |
| 5    | Fabian Brunner         | Italia      | 57"07     | 56"53     | 56"73     | 2'50"33 | +2"30    |
| 6    | Fabian Achenrainer     | Austria     | 56"82     | 56"82     | 56"99     | 2'50"63 | +2"60    |
| 7    | Vid Kralj              | Slovenia    | 56"55     | 57"08     | 57"68     | 2'51"41 | +3"38    |
| 8    | Stefan Federer         | Svizzera    | 57"25     | 57"18     | 58"36     | 2'52"79 | +4"76    |
| 9    | Florian Markt          | Austria     | 57"49     | 57"37     | 58"10     | 2'52"96 | +4"93    |
| 10   | Sebastian Feldhammer   | Austria     | 57"88     | 57"41     | 57"75     | 2'53"04 | +5"01    |
| 11   | Vincent Streit         | Germania    | 58"40     | 58"27     | 58"48     | 2'55"15 | +7"12    |
| 12   | Gabriel Halcin         | Slovacchia  | 58"57     | 58"63     | 58"26     | 2'55"46 | +7"43    |
| 13   | Simon Dietz            | Germania    | 58"37     | 59"44     | 58"42     | 2'56"23 | +8"20    |
| 14   | Samuel Halcin          | Slovacchia  | 58"50     | 59"02     | 58"87     | 2'56"39 | +8"36    |
| 15   | Ziga Kralj             | Slovenia    | 1'04"88   | 57"13     | 57"15     | 2'59"16 | +11"13   |
| 16   | Peter Neupauer         | Slovacchia  | 59"48     | 59"29     | 1'00"73   | 2'59"50 | +11"47   |
| 17   | Remi D'Aviau De Ternay | Francia     | 59"27     | 59"36     | 1'01"14   | 2'59"77 | +11"74   |
| 18   | Jerome Almer           | Svizzera    | 59"82     | 1'00"12   | 1'00"35   | 3'00"29 | +12"26   |
| 19   | Marco Almer            | Svizzera    | 1'00"47   | 1'00"40   | 1'00"05   | 3'00"92 | +12"89   |
| 20   | Viorel Andrei Deac     | Romania     | 1'01"29   | 1'00"07   | 59"62     | 3'00"98 | +12"95   |
| 21   | David Rydl             | Rep. Ceca   | 1'00"35   | 1'00"19   | 1'00"52   | 3'01"06 | +13"03   |
| 22   | Coskun Ercoskun        | Finlandia   | 1'01"91   | 1'02"17   | 1'01"09   | 3'05"17 | +17"14   |
| 23   | Thomas Matthews        | Stati Uniti | 1'03"97   | 1'02"23   | 1'00"94   | 3'07"14 | +19"11   |
| 24   | Dominik Neupauer       | Slovacchia  | 1'02"95   | 1'01"78   | 1'02"76   | 3'07"49 | +19"46   |
| 25   | Wojciech Kwiecinski    | Polonia     | 1'03"46   | 1'02"81   | 1'02"75   | 3'09"02 | +20"99   |
| 26   | Konrad Plonka          | Polonia     | 1'03"30   | 1'03"50   | 1'02"49   | 3'09"29 | +21"26   |